# Igreja Presbiteriana de Campinas (Goiânia)
A Igreja Presbiteriana de Campinas  (IPC) é uma igreja federada da Igreja Presbiteriana do Brasil, sob a e jurisdição do Presbitério Sudoeste de Goiânia e Sínodo Brasil Central..

## História
A IPC foi fundada em 1964, como congregação da Segunda Igreja Presbiteriana de Goiânia. 
A igreja foi o local de funcionamento do Seminário Presbiteriano Brasil Central (o único seminário da Igreja Presbiteriana do Brasil em Goiás), até a construção do edifício próprio para o seminário. .
IPC foi responsável pela plantação de diversas igrejas em Goiânia. Entre elas, teve participação direta ou indireta na plantação da Igreja Presbiteriana Pedra Viva e Igreja Presbiteriana Luz.
A igreja é conhecida pela sua arquitetura e por ser local comum para a realização de casamentos em Goiânia. . Seu coral é conhecido pela participação em eventos na cidade e em 2015 foi local da realizada reunião da Junta de Missões Nacionais da Igreja Presbiteriana do Brasil . 

## Arquitetura
Em 2016, a IPC foi eleita como uma das 16 igrejas para conhecer por dentro e por fora em Goiânia pelo seu estilo arquitetônico singular na cidade, visto sua arquitetura moderna.

## Doutrina
Como uma igreja federada a Igreja Presbiteriana do Brasil a IPC subscreve a Confissão de Fé de Westminster, Breve Catecismo de Westminster e Catecismo Maior de Westminster. É uma igreja reformada, confessional, calvinista e não ordena mulheres.